# Bahrain na Olimpijskim igrama 2016.
Bahrain je nastupio na Ljetnim olimpijskim igrama 2016. u Brazilu.

## Atletika
- maraton (M): 1 mjesto[1]